# Pedro Cieza de León

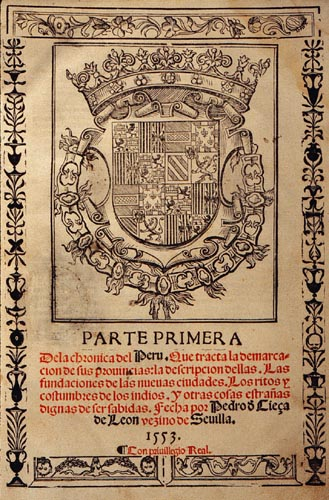
Pierwszy tom Crónica del Perú

Pedro Cieza de León (ur. 1520 w Llerena w Hiszpanii, zm. 1554, Sewilla) – hiszpański konkwistador i kronikarz podboju Kolumbii, Ekwadoru oraz wojny domowej w Peru.
W 1532 roku był żołnierzem Pedro de Heredii i uczestniczył w założeniu miasta Cartagena nad Morzem Karaibskim oraz w podboju nadmorskich terenów. Następnie w 1536 roku uczestniczył w wyprawie poszukującej drogi do El Dorado dowodzonej przez Vadillę. Wyprawa po roku dotarła do Cali w Popayánie w południowo-zachodniej Kolumbii. Tam przyłączył się do oddziału Lorenza de Aldany, oficera Francisca Pizarra.

Już jako oficer, założył miasto Cartago i podbijał ludy w centralnej Kolumbii. W 1540 roku został oficerem nowo mianowanego gubernatora Popayan – Sebastiana de Belalcazara. Pod jego dowództwem uczestniczył w wojnie domowej w Peru.
Jako kronikarz podbojów Ameryki Południowej, napisał dwutomowe dzieło Crónica del Perú wydane w 1553 i 1560 roku.

## Dzieła
- Cieza de León, Pedro de. The Second Part of the Chronicle of Peru, translated by Clements R. Markham. Londyn: Hakluyt Society, 1883.
- Cieza de León, Pedro de. The Travels of Pedro de Cieza de León, AD 1532-50, Contained in the First Part of His Chronicle of Peru, tłumaczenia według Clements R. Markham. London: Hakluyt Society, 1883.
- Cieza de León, Pedro de. The War of Las Salinas, tłumaczenia według Clements R. Markham. Londyn: Hakluyt Society, 1923 (1883).
- Cieza de León, Pedro de. The War of Quito, tłumaczenia według Clements R. Markham. Londyn: Hakluyt Society, 1913 (1883).
- Cieza de León, Pedro de. The War of Chupas, tłumaczenia według Clements R. Markham. Londyn: Hakluyt Society, 1917 (1883).
- Cieza de León, Pedro de. The Incas of Pedro de Cieza de León, translated by Harriet de Onis. Norman, OK: University of Oklahoma Press, 1959.
- Cieza de León, Pedro de. The Discovery and Conquest of Peru: Chronicles of the New World Encounter, redakcja i tłumaczenie według Alexandra Parma Cook and Noble David Cook. Durham, NC: Duke University Press, 1998.